# Battaglia di Cassel (1328)
La battaglia di Cassel venne combattuta il 23 agosto 1328 nei pressi dell'omonima cittadina del nord della Francia, nell'ambito della rivolta dei contadini delle Fiandre; lo scontro vide affrontarsi i ribelli fiamminghi e l'armata francese comandata dal re Filippo VI, e si concluse con la decisiva vittoria di quest'ultimo.

## La rivolta nelle Fiandre
Il Conte di Fiandra Luigi I di Fiandra, nel 1323, aveva avuto il compito da Carlo IV di Francia di raccogliere le tasse, incontrò però la resistenza di diversi villaggi, quali Furnes, St. Winoksbergen, Belle, Kassel, Poperinge e Bourbourg che si coalizzarono rifiutandosi di pagare. Il conte minacciò la popolazione di rappresaglie, ma questi insorsero sotto la guida del popolano Nicolaas Zannekin, la rivolta delle Fiandre era cominciata.
Due anni dopo i rivoltosi avevano catturato le città di Nieuwpoort, Veurne e Ypres oltre allo stesso Luigi, più tardi provarono anche a prendere Gand ed Oudenaarde, ma fallirono nell'impresa.
Nel 1326 Carlo dovette intervenire personalmente, Luigi venne liberato e fu negoziata la Pace di Arquees.
Nel 1327 Papa Giovanni XII emanò un editto secondo il quale i fiamminghi che non pagavano le tasse richieste dovessero vedersi negati non solo la somministrazione dei sacramenti, ma anche la sepoltura in terra consacrata. Nelle Fiandre queste parole ebbero poca risonanza, molti videro nel papa una mera marionetta di Carlo IV e furono molti gli ecclesiastici che non applicarono tali sanzioni. Alcuni preferirono ignorarle semplicemente per il timore di venire uccisi da coloro che si opponevano al governo francese.
Quando Jean Laing, decano di St. Winoksbergen chiese ai propri preti di mettere in pratica l'ordine papale scatenò la reazione dei ribelli, uno dei loro capi tentò di rapire Laing con lo scopo di costringere i parroci ad ignorare l'editto.

## Le influenze estere
Luigi I di Nevers, il padre del Conte di Fiandra suo omonimo, temeva che i fiamminghi potessero coalizzarsi con Edoardo III d'Inghilterra contro di lui e per questo richiese l'intervento di Carlo IV e lasciando Gand, l'ultimo avamposto francese nelle Fiandre, per andare a Parigi a perorare la propria causa. Il 24 gennaio 1328 Edoardo III convolò a nozze con Filippa di Hainaut figlia di Guglielmo I di Hainaut che era un alleato del sovrano francese. Poco dopo, il 1º febbraio 1328, Carlo IV morì improvvisamente senza aver lasciato eredi maschi ed Edoardo rivendicò il trono per sé in virtù della sua discendenza materna. Egli infatti era figlio di Isabella di Francia, che era a sua volta sorella del defunto Carlo IV; per la reggenza venne però scelto un cugino di Carlo, Filippo di Francia, che ereditò il trono.
Filippo VI per prima cosa cercò di pacificare le Fiandre ridando all'aristocrazia locale i diritti che le erano stati tolti dal cugino, ma questo non bastò a placare il popolo che si ribellò ancora, agendo spesso con una certa violenza. Luigi I cercò ancora una volta l'appoggio dei francesi, mentre il sindaco di Bruges William Dean sperò che il matrimonio di Edoardo con Filippa di Hainaut lo spingesse a prendere le parti dei fiamminghi e per questo si recò in Inghilterra, con lo scopo di chiedere al re di sostenerli. Edoardo tuttavia era impegnato a tenere a bada gli scozzesi e non desiderava irritare il re di Francia con una presa di posizione così esplicita, motivo per cui rifiutò il suo aiuto.

## Lo scontro
I francesi intanto andavano raccogliendo truppe per fronteggiare i fiamminghi una volta per tutte e sconfiggerli e del resto Filippo VI era abbastanza sicuro di poterli battere. Ordinò al proprio esercito di posizionarsi lungo il Lys (fiume) così che i ribelli dovettero andare a mettersi di guardia alle città di Lilla e Tournai. Le forze militari di stanza a Bruges vennero irrobustite in modo che potessero tenere a bada i ribelli che gravitavano attorno a Gand. L'esercito francese arrivò fino ad un'abbazia presso Warneton con lo scopo di costringere i fiamminghi che avanzavano lungo il Lys a dividersi in modo che una parte di loro potesse continuare a proteggere Lilla e Tournai dall'avanzata francese. Nicolaas Zannekin con un manipolo di uomini si accampò presso Cassel su un'altura a circa 4 km dal confine con la Francia. La situazione rimase in stallo per tre giorni, i francesi provarono a temporeggiare nel tentativo di stancarli e di stanarli dalla loro posizione. Il 23 agosto i francesi aprirono il fuoco su alcuni villaggi presso Cassel per provare a smuovere i ribelli, ma il tentativo fallì, a quel punto fu Zannekin ad attaccare, divise gli uomini in tre divisioni ed egli si pose al comando di quella centrale. L'attacco colse i francesi di sorpresa tanto che essi decisero di ritirarsi presso Saint-Omer, diversi comandanti francesi vennero feriti gravemente, anche se nessuno di loro morì. Una divisione di cavalieri francesi rimasta al proprio posto si scagliò alla carica lanciandosi contro uno dei gruppi ribelli e attaccandolo da dietro. Questo tentativo portò buon frutto, gli altri gruppi si mossero subito in difesa dei commilitoni, ma inutilmente, Zannekin trovò la morte e i fiamminghi persero la battaglia.